# Rhyncomya nana
Rhyncomya nana är en tvåvingeart som beskrevs av Peris 1951. Rhyncomya nana ingår i släktet Rhyncomya och familjen Rhiniidae. Inga underarter finns listade i Catalogue of Life.